# Louisa May Alcott
Louisa May Alcott (n. 29 noiembrie 1832, Germantown⁠(d), Pennsylvania, SUA – d. 6 martie 1888, Boston, Massachusetts, SUA) a fost o scriitoare americană. La nivel mondial a fost celebră ca scriitoare a tetralogiei Little Women, bazată pe experiențele ei din copilărie cu cele trei surori ale ei.

## Biografie
Fiică a unui filozof și pedagog celebru la vremea lui, Amos Bronson Alcott, ea a crescut în mijlocul cercurilor transcendentaliste din Boston și Concord, Massachusetts. A început să scrie pentru a le întreține pe mama și surorile sale. Aboliționistă înflăcărată, a fost soră medicală voluntară în timpul Războiului Civil Amercian, unde s-a îmbolnăvit de febră tifoidă, boală care i-a zdruncinat sănătatea pentru tot restul vieții. S-a făcut cunoscută prin scrisorile sale, publicate sub titlul "Schițe de spital" (Hospital Sketches, 1863), însa cel mai mare succes i-a adus cartea autobiografică "Micuțele doamne" (Little Women, 1868-1869), datorită căreia a scăpat definitiv de datorii. Romanele "O fată demodată", "Orfanii" și "Băieții lui Jo" s-au bazat pe propriile sale experiențe ca educator.

## Opera
- 1849 – The Inheritance
- 1855 – Flower Fables
- 1863 – Hospital Sketches
- 1864 – The Rose Family: A Fairy Tale
- 1865 – Moods
- 1866 – A Long Fatal Love Chase
- 1867 – Morning-Glories and Other Stories
- 1867 – The Mysterious Key and What It Opened
- 1868 – Three Proverb Stories
- 1868, 1869 – Little Women, Good Wives (Little Women I & II)
- 1869 – Lost in a Pyramid, or the Mummy's Curse
- 1870 – An Old Fashioned Girl, roman
- 1871 – Little Men: Life at Plumfield with Jo's Boys, (Little Women III)
- 1872–1882 – Aunt Jo’s Scrap-Bag
- 1873 – Work: A Story of Experience
- 1875 – Beginning Again, Being a Continuation of Work
- 1875 – Eight Cousins; or, The Aunt-Hill
- 1876 – Silver Pitchers, and Independence: A Centennial Love Story
- 1876 – Rose in Bloom: A Sequel to „Eight Cousins“
- 1877 – A Modern Mephistopheles
- 1877 – Under the Lilacs
- 1880 – Jack and Jill: A Village Story
- 1886 – Jo’s Boys and How They Turned Out: A Sequel to „Little Men“, (Little Women IV)
- 1886–1889 – Lulu’s Library, 1886-1889 Tales
- 1888 – A Garland for Girls
- 1893 – Comic Tragedies Written by „Jo“ and „Meg“ and Acted by the „Little Women“
- 1968 – Glimpses of Louisa: A Centennial Sampling of the Best Short Stories
- 1975 (postum) – Louisa’s Wonder Book: An Unknown Alcott Juvenile
- 1975 (postum) – Behind a Mask: The Unknown Thrillers
- 1976 (postum) – Plots and Counterplots: More Unknown Thrillers

### Traduceri în limba română
- Micuțele doamne
  - Editura Corint Junior, 2013, ISBN 9789731284743
  - Editura Black Button Books, traducători Anca Dumitrescu, Elena Marcu, 2019, ISBN 9786069003107
  - Editura Didactica Publishing House, 2021, ISBN 9789975004947
- Tinerele doamne, Editura Andreas, 2019, ISBN 9786067651041
- O fată de modă veche, Editura Sophia, 2019, ISBN 9789731366890
- Fiicele doctorului March
  - Editura Litera, 2016, ISBN 9786063306006
  - Editura Andreas, 2019, ISBN 9786067650860